# 블랙딜
"블랙딜"(BLACKDEAL)은 한국에서 제작된 이조훈 감독의 2014년 다큐멘터리 영화이다. 정태춘 등이 주연으로 출연하였고 고영재 등이 제작에 참여하였다.

## 출연

### 주연
- 정태춘

## 기타
- 구성: 이조훈
- 프로듀서: 고영재
- 제작회계: 김형동
- 라인프로듀서: 서인애
- 조명: 조윤환
- 조감독: 이명철
- 동시녹음: 이명철
- 녹음: 고은하
- 사운드: 이조훈
- 사운드: 고영재
- CG: 김형남
- 타이틀디자인: 현진식
- 항공촬영: 황성훈
- 항공촬영: 장병훈
- 스테디캠: 황성훈
- 현지코디네이터: 단규범
- 현지코디네이터: 양태훈
- 현지코디네이터: 권갑중
- 현지코디네이터: 이지용
- 현지코디네이터: 정지혜
- 자료: 이명철
- 기획프로듀서: 박혜미
- 기획구성: 정재홍
- 기획구성: 이조훈
- 리서치: 이다영
- 해외리서치: 임수진
- 해외리서치: 염지윤
- 번역: 조응주
- 번역: 유소민
- 번역: 황지선
- 번역: 방소연
- 번역: 한순혜
- 번역: 홍리나
- 번역: 이서영
- 번역: 박자영